# Andrzej Pilot
Andrzej Antoni Pilot (ur. 16 października 1960 w Tarnowskich Górach) – polski polityk, samorządowiec, działacz Polskiego Stronnictwa Ludowego. W latach 2010–2013 wicestarosta powiatu tarnogórskiego, w latach 2013–2014 wicewojewoda śląski.

## Życiorys
Ukończył studia na kierunku polityka społeczna w Instytucie Nauk Politycznych i Dziennikarstwa Uniwersytetu Śląskiego oraz studia podyplomowe w zakresie inwestycji kapitałowych w Wyższej Szkole Bankowej w Poznaniu. W latach 2008–2010 zajmował stanowisko wiceprezesa Wojewódzkiego Funduszu Ochrony Środowiska i Gospodarki Wodnej w Katowicach. W 2010 koordynował likwidację szkód w środowisku wyrządzonych przez powódź w województwie śląskim. W tym samym roku objął stanowisko wicestarosty powiatu tarnogórskiego. Piastował to stanowisko do lutego 2013, kiedy został mianowany I wicewojewodą śląskim.
Bez powodzenia kandydował z listy PSL do Sejmu w wyborach parlamentarnych w 2011 (otrzymał 3148 głosów) oraz w wyborach do Parlamentu Europejskiego w 2014 (uzyskał 2729 głosów). W wyborach samorządowych w 2014 uzyskał mandat radnego sejmiku województwa śląskiego, funkcję tę zaczął pełnić 1 grudnia, w związku z czym przestał pełnić funkcję wicewojewody śląskiego. 18 grudnia został prezesem zarządu Wojewódzkiego Funduszu Ochrony Środowiska i Gospodarki Wodnej w Katowicach, w związku z czym złożył mandat radnego sejmiku. Funkcję prezesa WFOŚiGW piastował do 28 marca 2018. W wyborach parlamentarnych w 2015 ponownie bezskutecznie kandydował do Sejmu (zdobył 2419 głosów), a w wyborach samorządowych w 2018 do sejmiku śląskiego. Od września do listopada 2018 zajmował stanowisko dyrektora Górnośląskiego Centrum Rehabilitacji „Repty” w Tarnowskich Górach. W wyborach parlamentarnych w 2019 otwierał listę PSL do Sejmu, otrzymując 8254 głosy, jednak partia w jego okręgu nie zdobyła mandatów. W 2021 opuścił PSL, przechodząc do Polski 2050.
Odznaczony odznaką honorową „Za Zasługi dla Ochrony Środowiska i Gospodarki Wodnej” oraz Złotym Medalem za Zasługi dla Policji (2015).